# LF Kunststedenroute
De LF Kunststedenroute is een LF-icoonroute in Vlaanderen. De route is 332 kilometer lang en loopt langs Brussel, Leuven, Mechelen, Antwerpen, Gent, Brugge en Oostende. Tussen de steden loopt de fietsroute langs de Scheldepolders, Kalkense Meersen, het Zoniënwoud en landschapspark Bulskampveld. Het traject is bewegwijzerd met rechthoekige bordjes in twee richtingen. De bordjes hangen onder de borden van het fietsroutenetwerk. Op het grondgebied van het Brussels Hoofdstedelijk Gewest heeft ze geen eigen bebording en volgt ze de bebording van de EuroVelo EV5 Via Romea Francigena.

## Traject
De route doorkruist het Brussels Hoofdstedelijk Gewest en de provincies Vlaams-Brabant, Antwerpen, Oost-Vlaanderen en West-Vlaanderen. In Gent wordt de fietsas Coupure-Groendreef-Trekweg gevolgd, Deze as van 6 kilometer langs het centrum naar het westen is sinds 2022 kruisingsvrij, dus zonder verkeerslichten of voorrang te moeten geven aan dwarsend verkeer (op zebrapaden na), onder andere dankzij vier fietsonderdoorgangen.
Verder naar Brugge loopt de route (in het begin samen met Fietssnelweg F405) langs het jaagpad van het Kanaal Gent-Brugge, tot in Bellem. Van daar tot na Beernem verlaat de route het jaagpad en loopt langs de Kraenepoel en door Bulskampveld.
De route bezoekt de Vlaamse kunststeden. In Brussel sluit ze aan op de EuroVelo EV5 Via Romea Francigena, de RV1, RV4a en de RV10. In Tervuren kruist ze de LF Groene Gordelroute. Tussen Duisburg en Leuven loopt de route parallel met de LF Vlaanderenroute en de LF Heuvelroute. In Duisburg kruist ze daarnaast de RV4a en in Leuven kruist ze de RVU.

## Aansluitingen met Europese routes
- In Brussel sluit de route aan op de EuroVelo EV5 Via Romea Francigena. Op het grondgebied van het Brussels Hoofdstedelijk Gewest volgt ze de bebording van de EuroVelo EV5.
- Door in Antwerpen de LF Schelderoute noordwaarts te volgen kan in Bath worden aangesloten op de EuroVelo EV4 Midden-Europaroute.
- In Raversijde sluit de route aan op de EuroVelo EV4 Midden-Europaroute en de EV12 Noordzeefietsroute.

## Aansluitingen met andere LF- of icoonroutes
- In Tervuren kruist de route de LF Groene Gordelroute.
- Tussen Duisburg en Leuven loopt de route parallel met de LF Vlaanderenroute en de LF Heuvelroute.
- In Antwerpen sluit de route aan op de LF Kempenroute.
- Door in Antwerpen de LF Schelderoute noordwaarts te volgen kan in Bath worden aangesloten op de LF13 Schelde-Rheinroute.
- Tussen Antwerpen en Gent loopt de route parallel met de LF Schelderoute.
- Tussen Antwerpen en Raversijde loopt de route parallel met de LF Vlaanderenroute.
- In Raversijde sluit de route aan op de LF Kustroute.

## Aansluitingen met regionale routes
- Op elk willekeurig punt kan gebruik worden gemaakt van het fietsroutenetwerk ter plaatse.
- In Bath ten noorden van de Haven van Antwerpen kan de Jo de Rooroute opgepakt worden.
- In Dendermonde kan de Ros Beiaardroute opgepakt worden.
- In Dendermonde kan de route Denderende Steden opgepakt worden.
- In Brugge kan de groene lus van de Vive le vélo fietsroutes opgepakt worden.